# Hiraku Nakajima
Hiraku Nakajima (Japans: 中島 啓 Nakajima Hiraku) (Tokio, 30 november 1962) is een Japans wiskundige. Hij won in 2003 de Cole-prijs in de algebra voor zijn werk op het gebied van de representatietheorie en de meetkunde. Hij bewees de Stelling van Nekrasov.

## Biografie
- 1985 - Bachelor aan de Universiteit van Tokio
- 1987 - Master aan de Universiteit van Tokio, en aangesteld tot wetenschappelijk medewerker aan de Universiteit van Tokio
- 1991 - Doctoraat aan de Universiteit van Tokio
- 1992 - Geassocieerd professor aan de Universiteit van Tohoku
- 1995 - Geassocieerd professor aan de Universiteit van Tokio
- 1997 - Geassocieerd professor aan de Universiteit van Kioto
- 2000 - Volledig professor aan de Universiteit van Kioto

## Eerbewijzen en prijzen
- 1997 - Meetkundeprijs van de Japanse Wiskundegenootschap
- 2000 - Lenteprijs van de Japanse Wiskundegenootschap
- 2003 - Cole-prijs in de algebra van het Amerikaanse Wiskundegenootschap
- 2005 - JSPS-prijs van de Japanse Maatschappij voor de Promotie van de Wetenschap